# Kéra (peuple)
Pour les articles homonymes, voir Kéra.
Les Kéra Ou Kara sont une population d'Afrique centrale vivant principalement au Tchad, également au Cameroun.

## Ethnonymie
Selon les sources, on observe peu de variantes : Kéra ou Kéras.

## Langue
Leur langue est le kéra, une langue tchadique. Le nombre total de locuteurs a été estimé à 50 500, dont 44 500 au Tchad lors du recensement de 1993 et environ 6 000 au Cameroun.

### Discographie
- (en) Music of Chad (enreg. Elizabeth et W. Gurnee Dyer), Smithsonian Folkways recordings, Washington, D.C., 1966
- Tchad : Baïnaoua, Banana, Banana-Hoho, Kado, Moundang-Touro, Toupouri, Toupouri-Kéra (enreg. Charles Duvelle), Universal Division Mercury, 1999